# Yves Müller
Yves Müller (* 8. Februar 1988 in Dietikon) ist ein Schweizer Eishockeyspieler, der seit 2018 erneut beim SC Langenthal in der Swiss League unter Vertrag steht.

## Karriere
Der in Dietikon aufgewachsene Müller wurde im Nachwuchs der Kloten Flyers gross, wo er in der Saison 2006/07 sein Debüt in der höchsten Spielklasse der Schweiz, der NLA, gab. In der Saison 2010/11 wechselte der Verteidiger in die NLB zum SC Langenthal. Mit den Oberaargauern gewann Müller 2012 die B-Meisterschaft. 2013 wurde er zurück zu den Kloten Flyers transferiert, wobei er den Grossteil der Saison mit den Langenthalern bestritt. Nur eine Saison später folgte der Wechsel zu den SCL Tigers, mit denen er 2015 den Aufstieg in die NLA feiern konnte.
Im September 2017 wurde er per B-Lizenz an den SC Langenthal ausgeliehen und wechselte zur Saison 2018/19 fest zu den Oberaargauern.

## Erfolge und Auszeichnungen
- 2012 Meister der NLB mit dem SC Langenthal
- 2015 Meister der NLB und Aufstieg in die NLA mit den SCL Tigers
- 2019 SL-Meister mit dem SC Langenthal